# Losenstein
Losenstein è un comune austriaco di 1 626 abitanti nel distretto di Steyr-Land, in Alta Austria.